# Priopoda bellator
Priopoda bellator är en stekelart som beskrevs av Aubert 1987. Priopoda bellator ingår i släktet Priopoda och familjen brokparasitsteklar. Inga underarter finns listade i Catalogue of Life.